# 6e groupe d'automitrailleuses
Le 6e groupe d'automitrailleuses (6e GAM) est une unité mécanisée de l'Armée française pendant l'entre-deux-guerres. 

## Historique

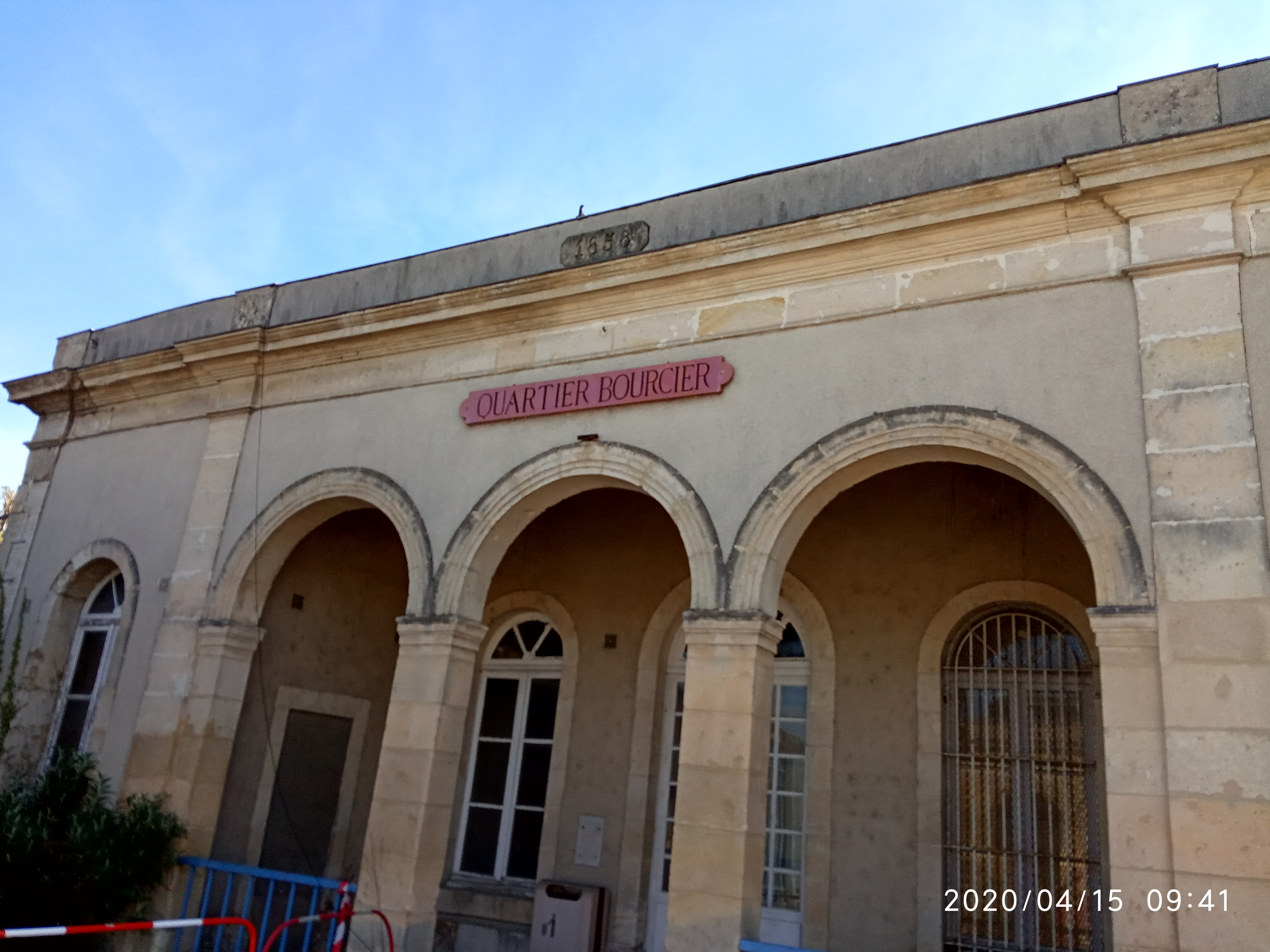
Le quartier Bourcier, partagé entre le 6e GAM et le 6e RSA. Le 6e GAM occupe l'étage du bâtiment longeant l'Oise.

Le 6e GAM est créé à Compiègne le 1er octobre 1935 à partir du 3e escadron du 3e groupe d'automitrailleuses et du 3e escadron du 5e groupe d'automitrailleuses. Il reprend les traditions du 22e escadron d'automitrailleuses. 
Il se compose alors d'un état-major et de deux escadrons : le 1er escadron regroupe les automitrailleuses (Panhard TOE et Laffly 50 AM) et le 2d englobe trois pelotons motocyclistes et un peloton d'engins (deux canons de 25 mm antichars, deux mitrailleuses Hotchkiss et un mortier de 60 mm. L'état-major et le 2e escadron sont en garnison au quartier Bourcier et le 1er escadron et les services au quartier Othenin.

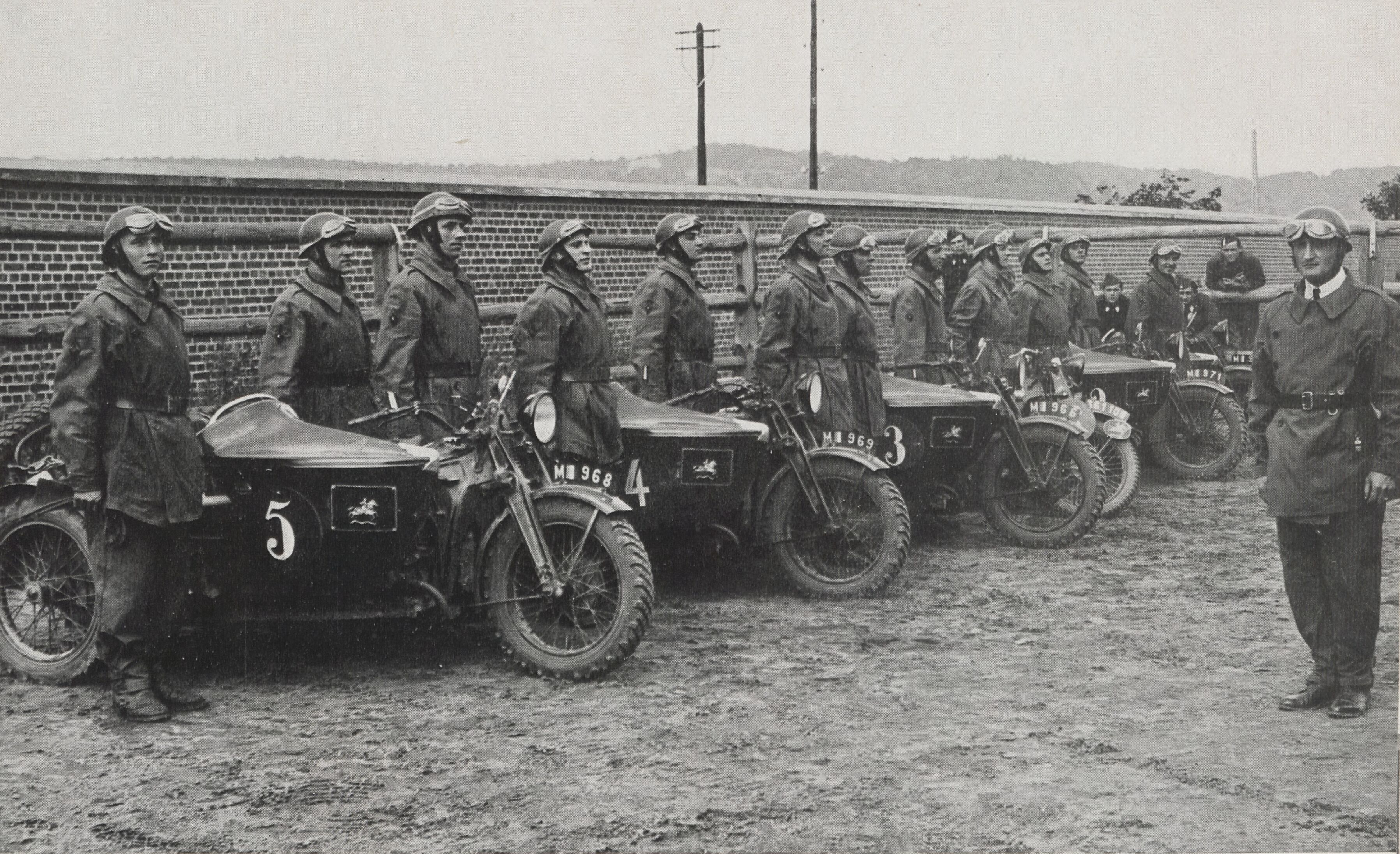
L'équipe du 6e GAM au concours militaire international de Spa, en juillet 1938, sur side-cars Gnome et Rhône XA (et une moto solo Gnome et Rhône D5A).

En 1938, le 6e GAM regroupe maintenant un état-major, un escadron hors-rang, un escadron d'automitrailleuses à six pelotons (AMD Panhard 178 et AMR Schneider P16) et un escadron mixte à trois pelotons de motocyclistes, un peloton de mitrailleuses et un groupe de canons antichars. Il possède également quelques matériels réformés destinés à l'instruction, comme des automitrailleuses White sans tourelle ou des AMR P28.
En août 1939, il est dissout pour former le 6e groupe de reconnaissance de division d'infanterie et le 1er groupe de reconnaissance de corps d'armée,,.

## Insigne
Il est composé d’un octogone irrégulier avec par-dessus en relief un chevalier armé du lance et chargeant au galop. Il rappelle les chevaliers de Pierrefonds dont l'unité se veut successeur et il reprend une partie de la devise : « Preux demeurons »,.